# Подлужная, Людмила Брониславовна
Людми́ла Бронисла́вовна Подлу́жная (бел. Людміла Браніславаўна Падлужны, род. 22 июня 1964, Стайки, Вилейский район, Минская область, Белорусская ССР, СССР) — белорусский государственный деятель.

## Биография
Родилась Людмила 22 июня 1964 года в деревни Стайки, что находится в Вилейском районе Минской области. Окончила Белорусский государственный педагогический университет им. Максима Танка и Академию последипломного образования.
Работала воспитателем, учителем по изобразительной деятельности, педагогом-психологом детского сада 56 детского сада Минского района, заведующей государственного учреждения образования «Детский ясли-сад п.Юбилейный». До становление депутата занимала должность директора  государственного учреждения образования «Дошкольный Центр развития ребёнка «Колосок».
Являлась членом Республиканского Совета руководителей учреждений дошкольного образования.
Избиралась депутатом районного Совета депутатов 25 и 26 созывов, депутатом областного Совета депутатов 27 созыва, депутатом Сеницкого сельского Совета депутатов 28 созыва.
Является депутатом Палаты представителей Национального собрания Беларуси VII созыва. Округ: Сеницкий № 76. Помощники депутата: Ярослав Сергеевич Варенников и Валентина Петровна Кулеш.
Проживает в посёлке Юбилейный, что находится в Минской области.

## Награды
- Почетная грамота Минского областного исполнительного комитета;
- Почетная грамота Минского районного исполнительного комитета;
- Почетная грамота управления по образованию Минского областного исполнительного комитета;
- Почетная грамота управления по образованию Минского районного исполнительного комитета;
- Почетная грамота Министерства образования Республики Беларусь;
- Грамота Министерства образования Республики Беларусь[1].

## Личная жизнь
Замужем, воспитывает двух сыновей и дочь.